# Позагорт
Позагорт — деревня, упразднённая в 2024 году, в Кудымкарском районе Пермского края России. Входила на момент упразднения Ленинского сельского поселения.

## География
Урочище располагается на реке Юсьве южнее от города Кудымкара. Расстояние до районного центра составляет 29 км.

## История
По данным на 1 июля 1963 года населённый пункт входил в состав Верх-Юсьвинского сельсовета.
Законом Пермского края от 25 января 2024 года упразднена.

## Население
| 1963 | 2010 |
| ---- | ---- |
| 105  | ↘0   |

### Историческая численность населения
По данным на 1 июля 1963 года, в деревне проживало 105 человек.
По данным Всероссийской переписи населения 2010 года, в деревне не было постоянного населения.